# Herb okręgu szawelskiego

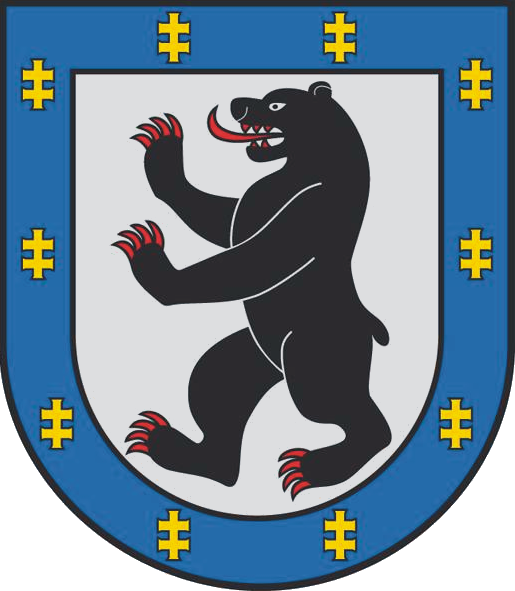
Herb okręgu szawelskiego

Herb okręgu szawelskiego przedstawia na tarczy o błękitnym skraju usianym dziesięcioma złotymi podwójnymi krzyżami jagiellońskimi, w polu srebrnym wspiętego czarnego niedźwiedzia z czerwonym językiem i pazurami.
Herb przyjęty 26 stycznia 2004 roku. Autorem herbu jest Rolandas Rimkūnas.
Herb obwodu jest uszczerbionym i odmienionym herbem Księstwa Żmudzkiego.